# Mikaela Ingberg
Mikaela Johanna Emilia Ingberg, född 29 juli 1974 i Vasa, är en finländsk friidrottare som tävlat i spjutkastning. Hon avslutade sin karriär år 2010 efter en skada.
På Ingbergs meritlista står tre medaljer (ett VM-brons och två EM-brons) från internationella mästerskap. Hon kvalificerade sig till final i samtliga internationella mästerskap mellan 1995 och 2006 utom vid OS i Aten 2004. Som junior tog hon JEM-guld 1993.
Ingbergs personliga rekord med det nya spjutet är 64,03 meter (satt 2000). Med det gamla spjutet kastade hon som längst 67,32 meter (1997). Hon tränades som yngre junior av Inger Nabb och under senare juniorår av Magnus Häggblom och från hösten 1994 av Tapio Korjus. Hon tävlade hela sin karriär för Vasa Idrottssällskap.
Hon blev utsedd till årets förebild under finska idrottsgalan 2012 och år 2022 var hon sommarpratare i radioprogrammet Vegas sommarpratare i YLE.
Efter idrottskarriären arbetade Ingberg från 2013 till 2017 som expert för Finlands olympiska kommitté.
Ingberg är finlandssvensk, det vill säga hennes modersmål är svenska.

## Mästerskapsmeriter
- EM i friidrott 1994, Helsingfors: utslagen i kvalet (16:e)
- VM i friidrott 1995, Göteborg: brons
- Olympiska sommarspelen 1996, Atlanta: 7:a
- VM i friidrott 1997, Aten: 4:a
- EM i friidrott 1998, Budapest: brons
- VM i friidrott 1999, Sevilla: 9:a
- Olympiska sommarspelen 2000, Sydney: 9:a
- VM i friidrott 2001, Edmonton: 6:a
- EM i friidrott 2002, München: brons
- VM i friidrott 2003, Paris: 4:a
- Olympiska sommarspelen 2004, Aten: utslagen i kvalet (13:e)
- VM i friidrott 2005, Helsingfors: 9:a
- EM i friidrott 2006, Göteborg: 10:a